# European Trophy
European Trophy byl název předsezónního hokejového turnaje elitních evropských klubů a je nástupcem Nordic Trophy, kterého se od roku 2006 účastnili zástupci skandinávských lig. Turnaj byl zrušen v roce 2013, když byl nahrazen Hokejovou ligou mistrů.

## Vznik
European Trophy vznikla jako následovník Nordic Trophy, což byl turnaj, ve kterém hrávali v letech 2006-2009 pouze švédské a finské týmy v rámci přípravy svých ligových soutěží. Při absenci Hokejové ligy mistrů, jejíž pokračování je nejisté se organizátoři Nordic Trophy rozhodli turnaj přejmenovat a také rozhodli o rozšíření turnaje na 18 týmů. Na první ročník v roce 2010 obdržely pozvánku týmy z Německa, Norska, Švýcarska, Rakouska a České republiky. Kromě nich hrálo i několik týmů Finska a Švédska. Ředitelem soutěže se stal Bo Lennartsson.
18 týmů bylo rozděleno do dvou divizí. V divizi Capital nastoupily tyto týmy: Djurgårdens IF Hockey, Linköpings HC, Färjestad BK, HIFK Hockey, Jokerit, Adler Mannheim, Eisbären Berlín, Vålerenga Ishockey a HC Sparta Praha. A v divizi Central nastoupily tyto týmy: Tappara Tampere, TPS Turku, Oulun Kärpät, HV71, Malmö Redhawks, Frölunda HC, ZSC Lions, SC Bern a EC Red Bull Salzburg. V juniorské divizi nastoupily tyto týmy: Färjestad BK, HV71, Malmö Redhawks, Djurgårdens IF Hockey, Frölunda HC, Linköpings HC, HIFK Hockey, EC Red Bull Salzburg, Norsko do 20 let a HC Karlovy Vary.

## Systém turnaje
Turnaj se skládá ze základní části, ve které jsou týmy rozděleny do skupin zvaných divize, a z finálového turnaje, který se pořádá ve dvou hostitelských městech pod názvem Red Bulls Salute. Do finálového turnaje postupuje předem stanovený počet týmů z každé divize, ovšem hostitelský tým má právo automatického postupu. Nepostoupí-li tedy hostitelské mužstvo ze skupiny, je do finálového turnaje nasazeno přímo na úkor toho z postupujících týmů na posledním postupovém místě, který získal méně bodů. V prvních dvou ročnících měl právo automatického postupu tým EC Red Bull Salzburg, který v obou případech skončil mimo postupové příčky a využil tak svého práva automatického postupu. Ve třetím ročníku měli právo automatického postupu týmy Vienna Capitals a HC Slovan Bratislava. Ve čtvrtém ročníku to byl tým Eisbären Berlín.
V ročnících 2010 až 2012 se finálového turnaje účastnilo osm nejlepších mužstev (respektive nejlepší mužstva a hostitelské týmy). Turnaj se hrál vyřazovacím systémem. Týmy vyřazené ve čtvrtfinále hrály o 5. až 8. místo rovněž vyřazovacím systémem, poražení semifinalisté hrály o třetí místo. Vítěz finálového utkání se stal vítězem celého turnaje.
V ročníku 2013 došlo ke změně. Do finálového turnaje postoupilo jen 6 mužstev. Týmy byly nalosovány do dvou tříčlenných skupin. Vítězové skupin postoupili do finále o celkového vítěze. O další pořadí se nehrálo.

### 2010
V základní části hrálo 18 týmů rozdělených do dvou divizí po devíti týmech. V rámci divize hrál každý s každým po jednom zápase. Každý tým tak sehrál 4 zápasy doma a 4 venku. Z každé divize měly postoupit 4 týmy. Ovšem vzhledem k tomu, že hostitelský tým EC Red Bull Salzburg do finálového turnaje nepostoupil, nahradil nejhorší tým na 4. místě jedné z divizí (jednalo se o tým HC Sparta Praha).
Finálový turnaj se uskutečnil v Salcburku a Zell am See.

### 2011
V základní části hrálo 24 týmů ve čtyřech divizích po šesti týmech. V rámci skupiny hrál každý s každým jeden zápas a každý tým sehrál tři zápasy se soupeři z jiných divizí. Každý tým tak sehrál 4 zápasy doma a 4 venku. Do finálové části měly postoupit první dva týmy z každé divize, ale vzhledem k tomu, že hostitelský tým EC Red Bull Salzburg do finálového turnaje nepostoupil, nahradil bodově nejslabší tým z druhých míst (jednalo se o tým Eisbären Berlín).
Finálový turnaj se uskutečnil v Salcburku a Vídni.

### 2012
V základní části hrálo 32 týmů rozdělených do 4 divizí po osmi týmech. V rámci skupiny hrál každý s každým jeden zápas a navíc ještě jeden zápas s lokálním soupeřem z vlastní divize, se kterým se tedy utkal v rámci divize dvakrát. Každý tým tak sehrál 4 zápasy doma a 4 venku. Do finálové části měly postoupit dva nejlepší týmy z každé divize, ale hostitelské týmy finálového turnaje Vienna Capitals a HC Slovan Bratislava hrající jižní divizi měly právo automatického postupu, a tak v postupu do finálového turnaje nahradily nejhorší týmy z druhých míst a to týmy Piráti Chomutov a EV Zug.
Finálový turnaj se uskutečnil ve Vídni a Bratislavě.

### 2013
Formát soutěže se v základní části oproti předchozímu ročníku nezměnil. Na rozdíl od předchozích ročníků do finálové části postupovalo pouze 6 týmů a to vítězové každé divize a nejlepší tým z druhých míst. Hostitelský tým finálového turnaje Eisbären Berlín hrající severní divizi měl právo automatického postupu.
Finálový turnaj se uskutečnil v Berlíně.

## Vítězové
| Ročník |          | Vítěz                | Finále |         | Finalista    |  |         | Juniorský vítěz |  | European Star Award         |
| ------ | -------- | -------------------- | ------ | ------- | ------------ |  | ------- | --------------- |  | --------------------------- |
| 2010   | Německo  | Eisbären Berlín      | 5 : 3  | Švédsko | HV71         |  | Švédsko | Frölunda HC     |  | Rob Zepp (Eisbären Berlín)  |
| 2011   | Rakousko | EC Red Bull Salzburg | 3 : 2  | Finsko  | Jokerit      |  |         |                 |  | Ben Eaves (Jokerit)         |
| 2012   | Švédsko  | Luleå HF             | 2 : 0  | Švédsko | Färjestad BK |  |         |                 |  | Corey Locke (TPS Turku)     |
| 2013   | Finsko   | JYP Jyväskylä        | 2 : 1  | Švédsko | Färjestad BK |  |         |                 |  | Mika Pyörälä (Oulun Kärpät) |

## Čeští účastníci
| Ročník | Divize   | České kluby                  | Umístění v základní části | Umístění ve finálovém turnaji |
| ------ | -------- | ---------------------------- | ------------------------- | ----------------------------- |
| 2010   | Capital  | HC Sparta Praha              | 4.                        | nepostoupil                   |
| 2011   | Severní  | HC Sparta Praha              | 5.                        | nepostoupil                   |
| 2011   | Severní  | HC Slavia Praha              | 6.                        | nepostoupil                   |
| 2011   | Jižní    | HC ČSOB Pojišťovna Pardubice | 1.                        | 5.                            |
| 2011   | Jižní    | Bílí Tygři Liberec           | 5.                        | nepostoupil                   |
| 2011   | Jižní    | HC Kometa Brno               | 6.                        | nepostoupil                   |
| 2011   | Východní | HC Plzeň 1929                | 1.                        | 6.                            |
| 2011   | Východní | HC Mountfield                | 2.                        | 8.                            |
| 2012   | Severní  | HC Kometa Brno               | 4.                        | nepostoupil                   |
| 2012   | Severní  | HC Mountfield                | 5.                        | nepostoupil                   |
| 2012   | Severní  | HC Plzeň 1929                | 8.                        | nepostoupil                   |
| 2012   | Jižní    | Piráti Chomutov              | 2.                        | nepostoupil                   |
| 2012   | Jižní    | HC Sparta Praha              | 5.                        | nepostoupil                   |
| 2012   | Východní | Bílí Tygři Liberec           | 3.                        | nepostoupil                   |
| 2012   | Východní | HC ČSOB Pojišťovna Pardubice | 6.                        | nepostoupil                   |
| 2013   | Severní  | HC Škoda Plzeň               | 3.                        | nepostoupil                   |
| 2013   | Severní  | HC Kometa Brno               | 4.                        | nepostoupil                   |
| 2013   | Severní  | Mountfield HK                | 8.                        | nepostoupil                   |
| 2013   | Jižní    | HC Sparta Praha              | 4.                        | nepostoupil                   |
| 2013   | Jižní    | Piráti Chomutov              | 8.                        | nepostoupil                   |
| 2013   | Východní | HC ČSOB Pojišťovna Pardubice | 5.                        | nepostoupil                   |
| 2013   | Východní | Bílí Tygři Liberec           | 7.                        | nepostoupil                   |